# アメリカグレードステークス委員会
アメリカグレードステークス委員会（アメリカグレードステークスいいんかい、American Graded Stakes Committee、略称：AGSC）は、全米のグレード競走の格付けを行う委員会。国際格付番組企画諮問委員会（IRPAC）より公認されている。
例年11月下旬に総会を開き、翌年のグレード競走の格付けを決定している。